# GS-NDG-9422
GS-NDG-9422 är en nebulärt dominerad galax i stjärnbilden Fornax som upptäcktes av NASA:s James Webb-rymdteleskop. Forskare antar att galaxens ljus till största delen kommer från överhettad gas (mer än 80 000 grader Celsius).